# Lucien Cooremans

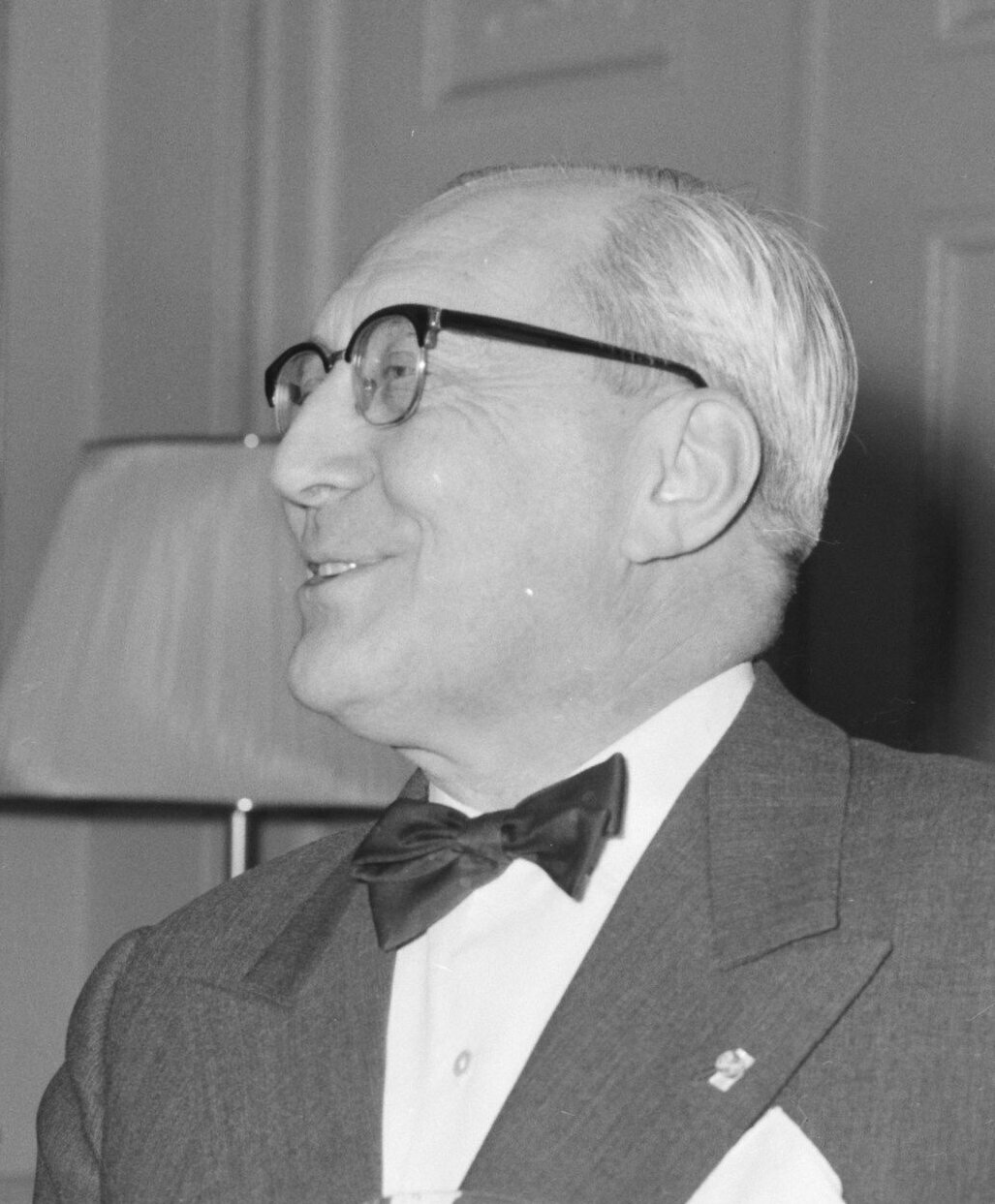
Lucien Cooremans (1961)

Lucien Georges François Philippe Cooremans (* 1. September 1899 in Sint-Gillis; † 22. Februar 1985 in Brüssel) war ein belgischer liberaler Politiker.

## Leben
Cooremans war Anwalt, Journalist und Dozent an der Université Libre de Bruxelles (ULB). Als Politiker war er Abgeordneter, Schöffe und von 1956 bis 1975 Bürgermeister von Brüssel. Er war eine der zentralen Figuren der Weltausstellung Expo 58.
Cooremans war ein Mitglied im Bund der Freimaurer.
Gegen die Petition, den Grand-Place autofrei zu machen, sperrte er sich zunächst monatelang, musste dann aber aufgrund des anhaltenden „Sit-down-Protests“ nachgeben, wodurch der Platz schließlich 1971 für den Autoverkehr gesperrt wurde.

## Ehrungen
- 1959: Großes Verdienstkreuz der Bundesrepublik Deutschland
- 1959: Großes Silbernes Ehrenzeichen mit dem Stern für Verdienste um die Republik Österreich[3]
- 1970: Großes Goldenes Ehrenzeichen mit dem Stern für Verdienste um die Republik Österreich[4]